# Цупица, Юлиус
Юлиус Цупица (нем. Julius Zupitza; 4 января 1844, Керпен, ныне Керпень, гмина Глогувек, Силезия — 6 июля 1895, Берлин) — австрийский и немецкий филолог-англист.

## Биография
С 1869 года преподавал в Бреслау, с 1872 года — в Вене, специализируясь преимущественно на истории немецкого языка. С 1876 года профессор английской филологии Берлинского университета имени Фридриха Вильгельма. Вице-президент германского Шекспировского общества (с 1889), почётный доктор Кембриджского университета (1893).

## Главные труды
- «Rubins Gedichte kritisch bearbeitet» (1867)
- «Einführung in das Studium des Mittelhochdeutschen» (1868)
- «Cynewulfs Elene» (1877)
- «Aelfrics Grammatik und Glossar» (1880)
- «Beowulf» (1882)
- «The romance of Guy of Warwick» (1875—1876)